# Erbrecht (Liechtenstein)
Das Erbrecht von Liechtenstein entspricht in seinen wesentlichen Grundzügen jenem der anderen deutschsprachigen Länder. 
Das Allgemeine Bürgerliche Gesetzbuch Liechtensteins, welches das Erbrecht in den §§ 531 bis 824 regelt, wurde 1812 aus Österreich übernommen.

## Gesetzliche Erbfolge
Diese entspricht grundsätzlich den Regelungen in den anderen deutschsprachigen Ländern, jedoch sind auch Urgroßeltern und deren Nachkommen erbberechtigt, während die Erbfolge in Deutschland unbeschränkt ist, in Österreich letztlich die Urgroßeltern (aber nicht mehr deren Nachkommen) als gesetzliche Erben in Betracht kommen, und in der Schweiz eine Beschränkung auf den Stamm der Großeltern (und deren Kinder) besteht. Sind weder gesetzliche noch testamentarische Erben auffindbar, fällt das Erbe an den Staat.

## Ehegatten und eingetragene Partner
Überleben Kinder, erhält der Ehegatte ⅓ des Erbes, und die Kinder ⅔. Überleben Ehegatte und Eltern, jedoch keine Kinder, so erhält der Ehegatte ⅔, die Eltern ⅓. (Schweiz: Ehegatte erhält ½ im ersten Fall und ¾ im zweiten Fall.)
Der Ehegatte ist berechtigt, weiterhin in der ehelichen Wohnung zu wohnen und den Hausrat zu behalten. Er hat auch das Recht auf finanziellen Unterhalt, wenn dieser nicht anderweitig abgedeckt werden kann.
Die Regelungen gelten für eingetragene Partner entsprechend.

## Letztwillige Verfügungen
Unter Einhaltung von bestimmten Formvorschriften kann ein Testament und/oder ein Kodizill aufgesetzt werden. Mit einem Testament kann man die Hinterlassenschaft vollumfänglich oder zu einem bestimmten Bruchteil einem bestimmten Erben überlassen. Das Kodizill nennt keinen Erben und teilt das Erbe nicht auf, sondern bestimmt, welche Gegenstände an welche Personen übergehen.
Das Testament kennt drei Formen:
- Handschriftlich: Von Hand verfasst, von Hand datiert und von Hand unterschrieben
- Das Dreizeugentestament. Dabei müssen drei volljährige Zeugen, die weder Nutzniesser des Testaments sind, noch mit einem Nutzniesser verwandt oder verschwägert sind, das Testament als Zeugen unterschreiben. Dazu müssen zwei der drei Zeugen gleichzeitig anwesend sein.
- Öffentliches Testament: Kann bei Gericht mündlich vorgetragen und protokolliert werden, oder selbst verfasst und beim Gericht hinterlegt werden.

## Enterbung
Gründe für eine Enterbung sind etwa schwere Verfehlungen gegen den Erblasser oder die gröbliche Vernachlässigung familienrechtlicher Pflichten gegenüber dem Erblasser, aber auch die Verurteilung zu einer lebenslangen oder 20-jährigen Freiheitsstrafe. 
Bis 31. Juli 2024 war eine Enterbung auch wegen einer beharrlichen unsittlichen Lebensart möglich.
Ein stark verschuldeter Erbe kann zugunsten seiner eigenen Kinder enterbt werden. In der Schweiz hingegen kann der Pflichtteil eines verschuldeten Erben zugunsten seiner Kinder lediglich halbiert werden.

## Erbverzicht
Vertraglich kann ein Erbe auf das Erbe verzichten. Damit verzichtet er auch auf seinen Pflichtteil, und ebenso erben auch dessen Nachkommen nichts. Der Erbverzicht muss öffentlich beurkundet werden.